# トレヴァー・ジョーンズ
トレヴァー・ジョーンズ（Trevor Alfred Charles Jones, 1949年3月23日 - ）は、南アフリカ共和国・ケープタウン出身の作曲家。イギリスを拠点に活動している。
幅広いジャンルの映画音楽の作曲で有名。オーケストラとシンセサイザーを融合させたスコアが特徴。

## 主な作品
- エクスカリバー Excalibur （1981年）
- バンデットQ Time Bandits （1981年）
- ダーククリスタル The Dark Crystal （1982年）
- 暴走機関車 Runaway Train （1985年）
- ラビリンス/魔王の迷宮 Labyrinth （1986年）
- エンゼル・ハート Angel Heart（1987年）
- ミシシッピー・バーニング Mississippi Burning （1988年）
- シー・オブ・ラブ Sea of Love （1989年）
- バッド・インフルエンス/悪影響 Bad Influence （1990年）
- アラクノフォビア Arachnophobia （1990年）
- フリージャック Freejack （1992年）
- ベルボーイ狂騒曲/ベニスで死にそ〜 Blame It on the Bellboy （1992年）
- ラスト・オブ・モヒカン The Last of the Mohicans （1992年）
- 父の祈りを In the Name of The Father （1993年）
- クリフハンガー Cliffhanger （1993年）
- 死の接吻 Kiss of Death （1995年）
- ブラス! Brassed Off （1997年）
- G.I.ジェーン G.I. Jane （1997年）
- キャメロット・ガーデンの少女 Lawn Dogs （1997年）
- 絶体×絶命 Desperate Measures （1998年）
- ダークシティ Dark City （1998年）
- マイ・フレンド・メモリー The Mighty （1998年）
- ノッティングヒルの恋人 Notting Hill （1999年）
- 13デイズ Thirteen Days （2000年）
- フロム・ヘル From Hell （2001年）
- ノット・ア・ガール Crossroads （2002年）
- ダイノトピア Dinotopia （2002年）
- アイル・ビー・ゼア I'll Be There （2003年）
- リーグ・オブ・レジェンド/時空を超えた戦い The League of Extraordinary Gentlemen （2003年）
- 80デイズ Around the World in 80 Days （2004年）
- 亡国のイージス（2005年）
- カオス Chaos （2006年）